# Hemlock Grove
Hemlock Grove è una serie televisiva statunitense adattata da Brian McGreevy e Lee Shipman per il servizio di streaming Netflix e basata sull'omonimo romanzo di McGreevy. La serie è ambientata nell'immaginaria cittadina Hemlock Grove, in Pennsylvania.
La prima stagione è stata distribuita dal 19 aprile 2013, la seconda è stata distribuita dall'11 luglio 2014, mentre la terza è stata distribuita dal 20 ottobre 2015. La seconda e la terza stagione sono inedite in Italia.

## Trama

### Prima stagione
La piccola cittadina di Hemlock Grove viene sconvolta dall'efferato omicidio di una ragazza, Brooke Bluebell, che viene trovata parzialmente smembrata nei pressi dell'acciaieria dismessa di proprietà della famiglia Godfrey, e al quale seguirà l'omicidio di un'altra ragazza. Le indagini dello sceriffo locale fanno emergere dettagli che fanno sospettare che la ragazza possa essere stata uccisa da un animale. Nella cerchia dei sospettati finiscono presto Roman, problematico rampollo della famiglia Godfrey, che inizia ad indagare per conto suo, e Peter Rumancek, un giovane e misterioso zingaro da poco trasferitosi nella cittadina, che viene accusato da una ragazzina del luogo, Christina Wendall, di essere un licantropo.
Tra i due nasce subito un'intesa e Peter si rivela essere realmente un licantropo, pertanto teme di aver compiuto tali omicidi inconsapevolmente. Tuttavia, i due decidono di indagare seguendo anche la teoria che a Hemlock Grove possa essersi stabilita un'altra creatura simile a Peter e vengono aiutati spesso da Shelley, sorella di Roman, Destiny, cugina di Peter, e Letha, cugina di Roman e successivamente la fidanzata di Peter, che scopre di essere incinta senza sapere chi sia il padre del bambino.
Con l'avanzare delle loro ricerche, Roman e Peter scoprono che nella vicenda è coinvolta una società farmaceutica creata dal padre di Roman il cui presidente, il dottor Pryce, ha spesso conseguito sperimentazioni mediche illegali su soggetti umani. Intanto, presso Hemlock Grove giunge la Dottoressa Chasseur, affiliata di una setta religiosa che viene inviata sul luogo per investigare sugli omicidi, e scopre che Roman e sua madre sono degli Upir, creature vagamente correlate ai vampiri. Presso la città viene imposto un rigido coprifuoco, tuttavia la creatura riesce a massacrare le gemelle Sworn, figlie dello sceriffo della contea, che impazzisce e si lancia in una caccia serrata di essa.
La dottoressa Chasseur inizia a smascherare gli altarini della compagnia farmaceutica e ben presto ha un confronto con Olivia, dalla quale però non sopravvive. Dopo varie peripezie, Roman e Peter scoprono che la creatura in questione è un Vargwulf, ovvero un licantropo impazzito, che si rivela essere la stessa Christina, trasformatasi ricorrendo a un rituale esoterico. Peter decide dunque di affrontare la creatura attirandola a sé, ma riesce a ucciderla soltanto grazie all'aiuto provvidenziale di Shelley, che subito dopo sparisce senza lasciar tracce in quanto le autorità la designano come l'autrice degli omicidi di Christina, le gemelle e le altre due ragazze.
Alcuni mesi dopo Letha viene ricoverata per partorire il bambino, ma poco dopo subisce delle complicazioni e muore. Norman cerca invano di convincere il dottor Pryce a riportarla in vita, come fece con Shelley quando questa era bambina. Peter, sconsolato, decide di lasciare Hemlock Grove sebbene Roman insista affinché resti. Olivia cerca di consolare il figlio e gli rivela le sue origini e la loro natura. Roman scopre che la sua defunta sorella maggiore, Juliet, fu uccisa proprio da Olivia in quanto non era una Upir. Inoltre rammenta di aver violentato la propria cugina molti mesi prima e capisce di essere lui stesso il padre del bambino di Letha. Olivia lo mette infine alla prova cercando di fargli scrutare il neonato e di ucciderlo qualora non fosse un Upir, ma Roman si oppone e uccide sua madre.

## Episodi
| Stagione         | Episodi | Pubblicazione USA | Prima TV Italia |
| ---------------- | ------- | ----------------- | --------------- |
| Prima stagione   | 13      | 2013              | 2015            |
| Seconda stagione | 10      | 2014              | inedito         |
| Terza stagione   | 10      | 2015              | inedito         |

## Personaggi ed interpreti

### Principali
- Olivia Godfrey, interpretata da Famke Janssen.
La matriarca della famiglia Godfrey. Figura misteriosa, Olivia è una vedova che gestisce l'impero finanziario dei Godfrey insieme al cognato con il quale ha una relazione sin da quando il marito era ancora in vita; ha due figli, Roman e Shelley, ed è particolarmente permissiva ai limiti dell'eccessivo nei confronti di Roman. Olivia è una Upir, una creatura molto ammaliante quanto pericolosa.
- Roman Godfrey, interpretato da Bill Skarsgård, doppiato da Federico Viola.
Il maggiore dei figli di Olivia e J.R.. Viziato, ambiguo e spregiudicato, Roman è un ragazzo di diciassette anni dedito all'alcol e la droga, che finisce tra i sospettati principali dell'omicidio di Brooke Bluebell. Sebbene egli sia riottoso nei confronti dei suoi familiari, Roman vuole molto bene alla sorella Shelley, e ha un buon rapporto con la cugina Letha, della quale è molto geloso. Anche Roman è un Upir come la madre.
- Peter Rumancek, interpretato da Landon Liboiron.
Uno zingaro che si trasferisce insieme alla madre Lynda nell'abitazione del defunto zio. Peter viene subito giudicato per le sue origini e finisce anch'egli tra i sospettati dell'omicidio di Brooke. Essendo inoltre un lupo mannaro, Peter ha spesso dubbi sulla propria innocenza in quanto non riesce a controllare pienamente le sue azioni durante questa fase.
- Letha Godfrey (stagione 1), interpretata da Penelope Mitchell.
L'unica figlia di Norman e Marie, e cugina di Roman. Letha è una ragazza solare e premurosa, molto legata al cugino Roman; rimane incinta senza conoscere il padre del bambino, che lei asserisce essere "un angelo" e nonostante sia in principio diffidente nei confronti di Peter, inizia presto a frequentarlo.
- Dr. Norman Godfrey (stagioni 1-2), interpretato da Dougray Scott, doppiato da Claudio Moneta. 
Norman è uno psichiatra ed è titolare insieme alla cognata e amante dell'impero Godfrey. Sebbene diffidi molto di Olivia, Norman non può fare a meno di starle accanto, e ha creato un laboratorio di ricerca medica all'avanguardia presso il quale svolge diversi esperimenti.
- Christina Wendall (stagione 1), interpretata da Freya Tingley.
Christina è una ragazzina appartenente ad una delle più vecchie dinastie residenti a Hemlock Groove. Curiosa e testarda, Christina sviluppa un interesse ossessivo nei confronti di Peter, del quale sospetta sin dall'inizio la sua natura di lupo mannaro.
- Destiny Rumancek (stagione 2-3, ricorrente stagione 1), interpretata da Tiio Horn.
È la cugina di Peter. Destiny è un'esperta dell'occulto, e vive e lavora come medium presso Hemlock Grove.
- Dr. Johann Pryce (stagioni 2-3, ricorrente stagione 1), interpretato da Joel de la Fuente.
Presidente del Godfrey Institute, molto ambizioso e senza scrupoli. Egli conosce il segreto di Olivia, tuttavia, mantiene un'alleanza con Olivia perché fornisce a lui i cadaveri per esperimenti sulla resurrezione.
- Shelley Godfrey, interpretata da Nicole Boivin (ricorrente stagione 1) e Madeleine Martin (stagione 3, ricorrente stagione 2).
È la sorella minore di Roman. Shelley è una ragazzina muta, deforme e atipicamente alta per la sua età. Vuole molto bene a Roman, verso il quale è altrettanto protettiva quanto lo è lui con lei, e come lui ha un rapporto conflittuale con la madre, che interferisce spesso con il suo bisogno di sentirsi indipendente. Si scopre che all'età di due anni Shelley morì prematuramente e fu riportata in vita dal dottor Pryce su richiesta di JR disperato per la sua morte. Successivamente però resta deforme è sarà uno degli elementi che induce JR a suicidarsi.

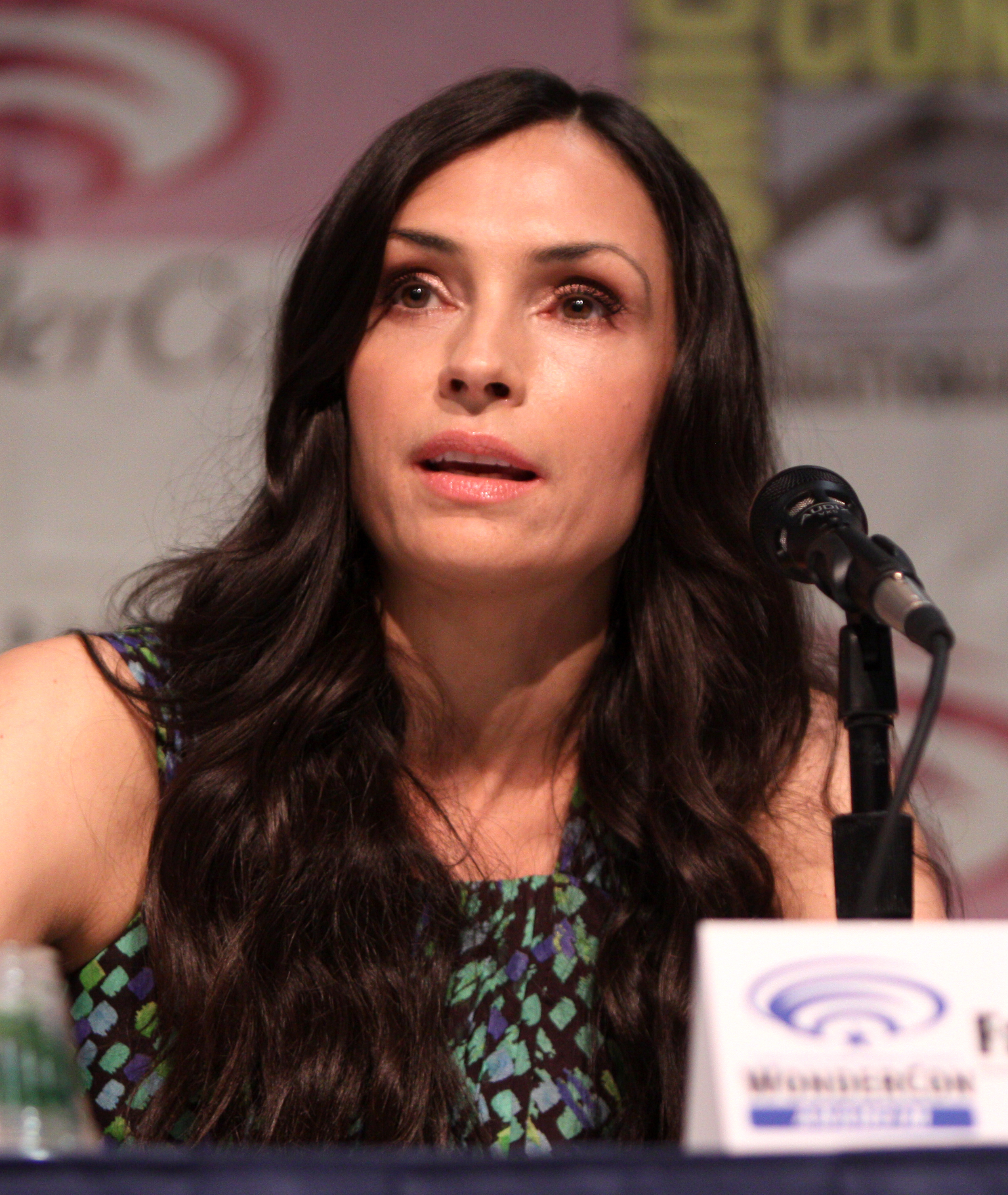
Famke Janssen interpreta Olivia Godfrey
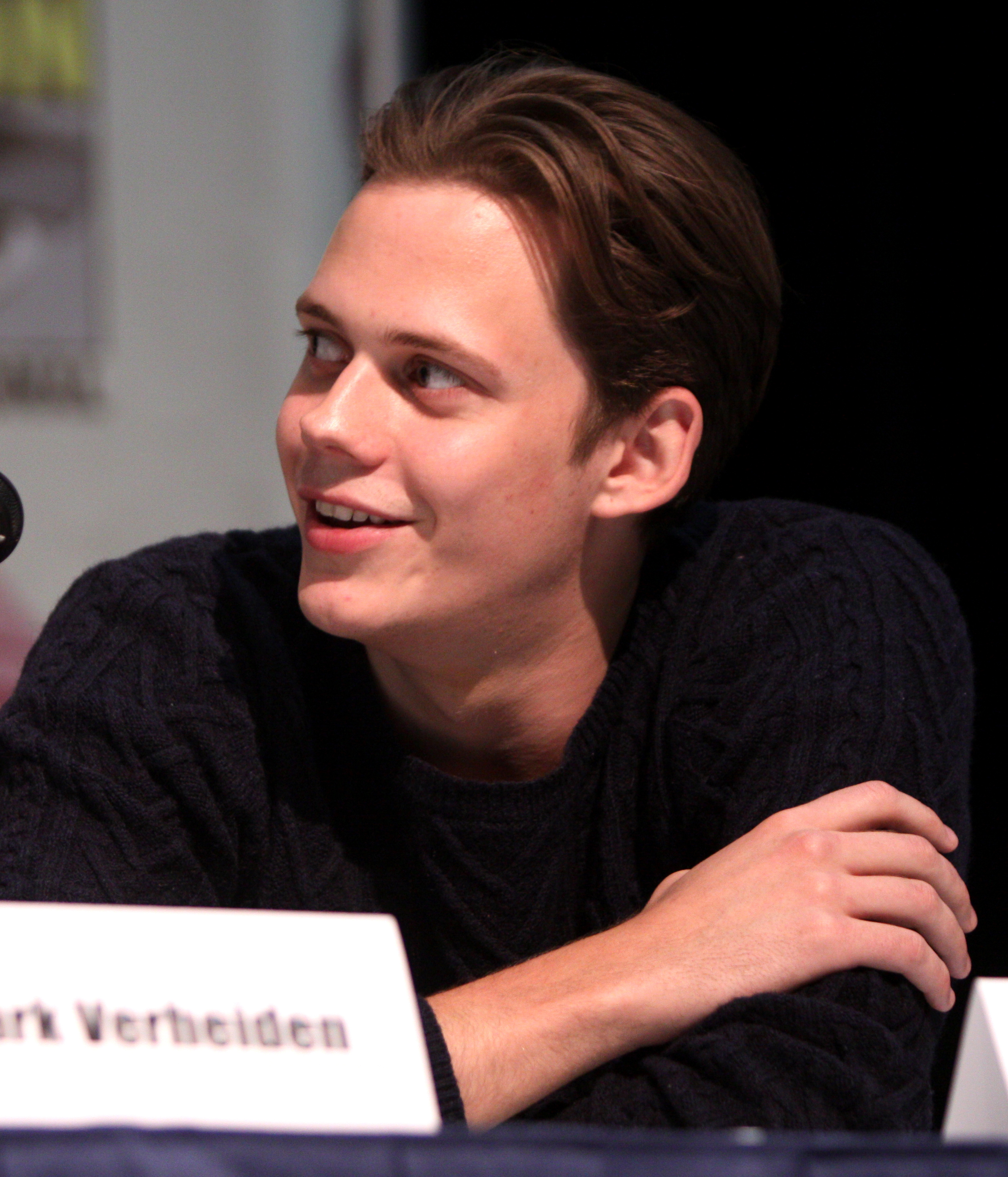
Bill Skarsgård interpreta Roman Godfrey
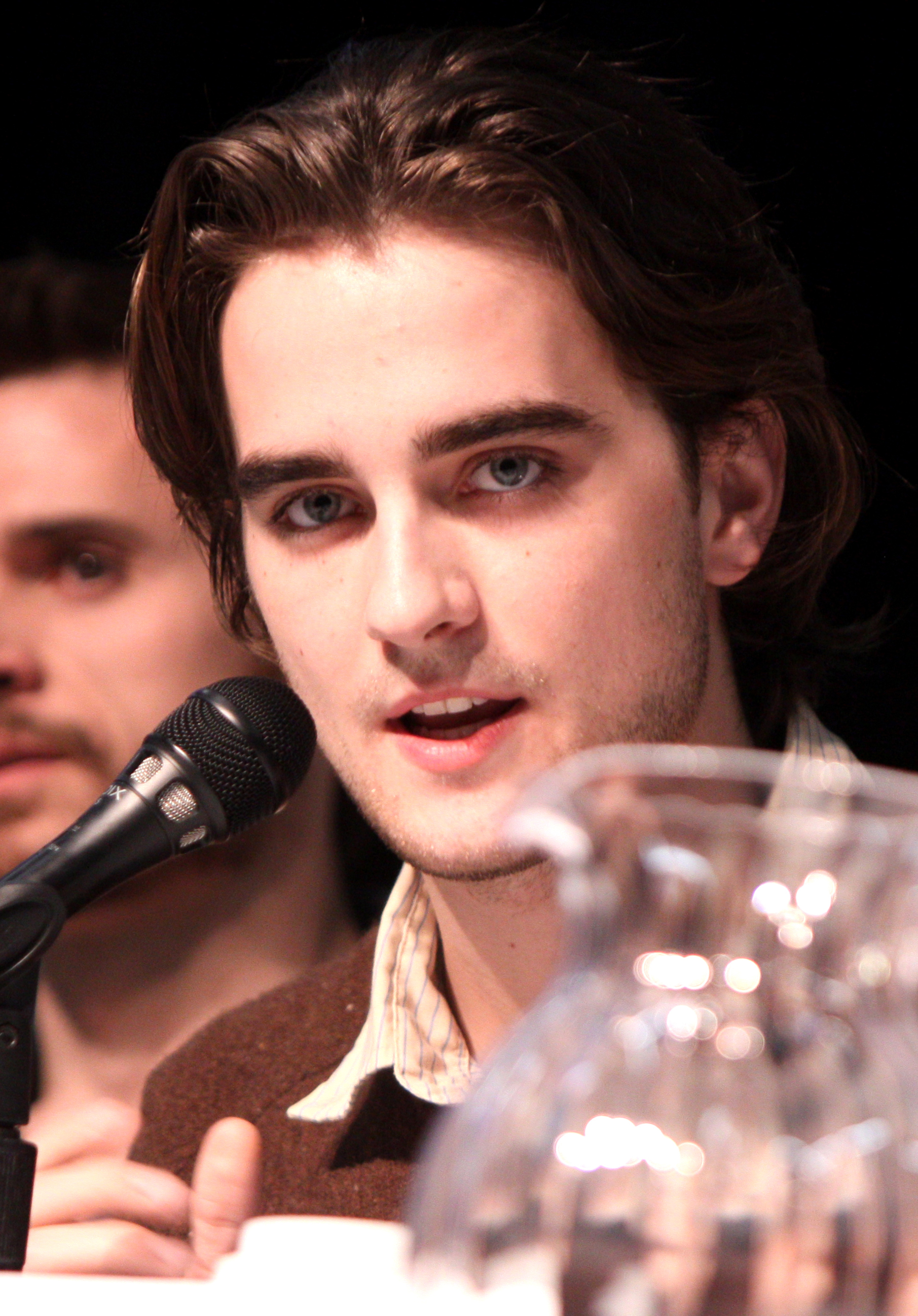
Landon Liboiron interpreta Peter Rumancek
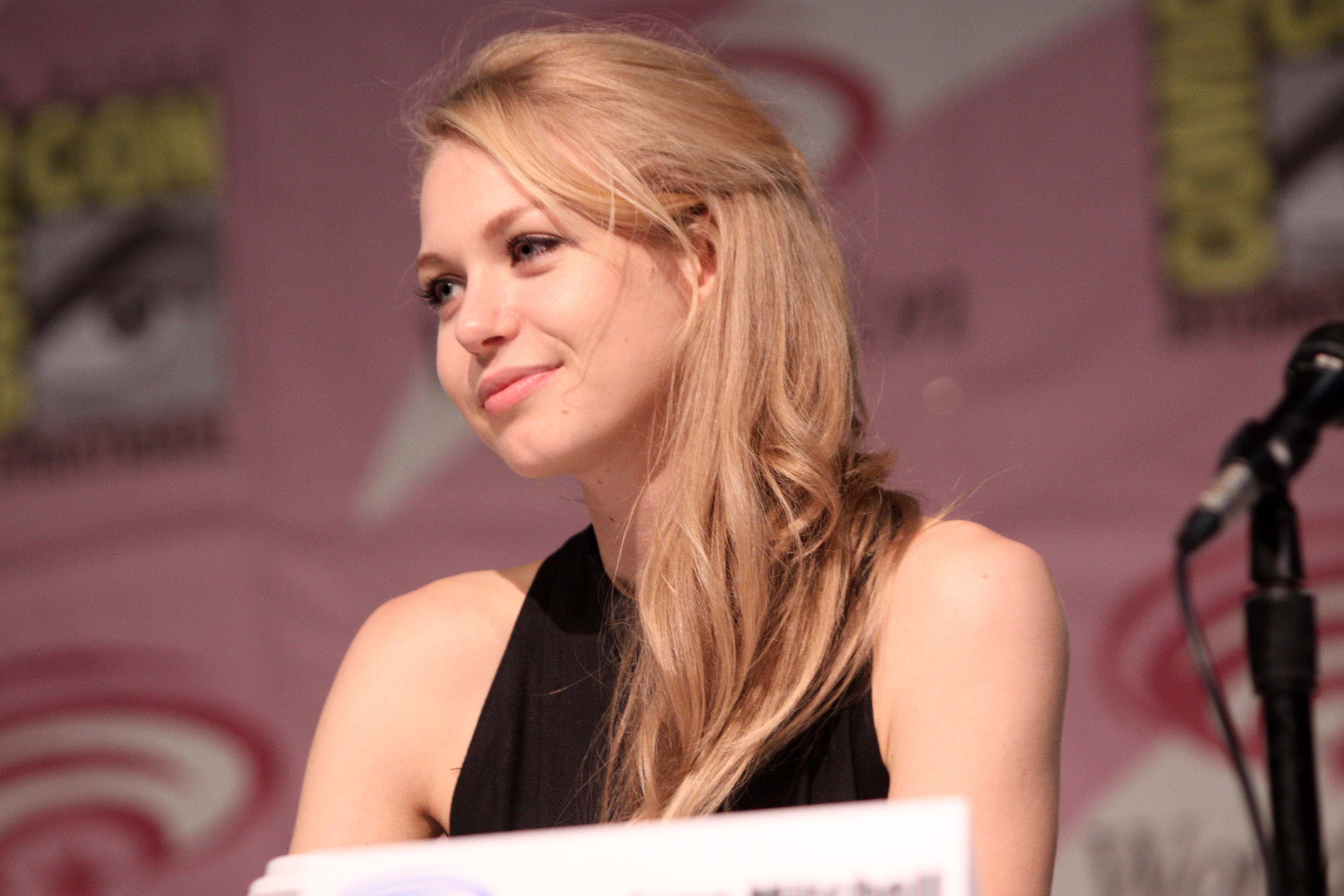
Penelope Mitchell interpreta Letha Godfrey
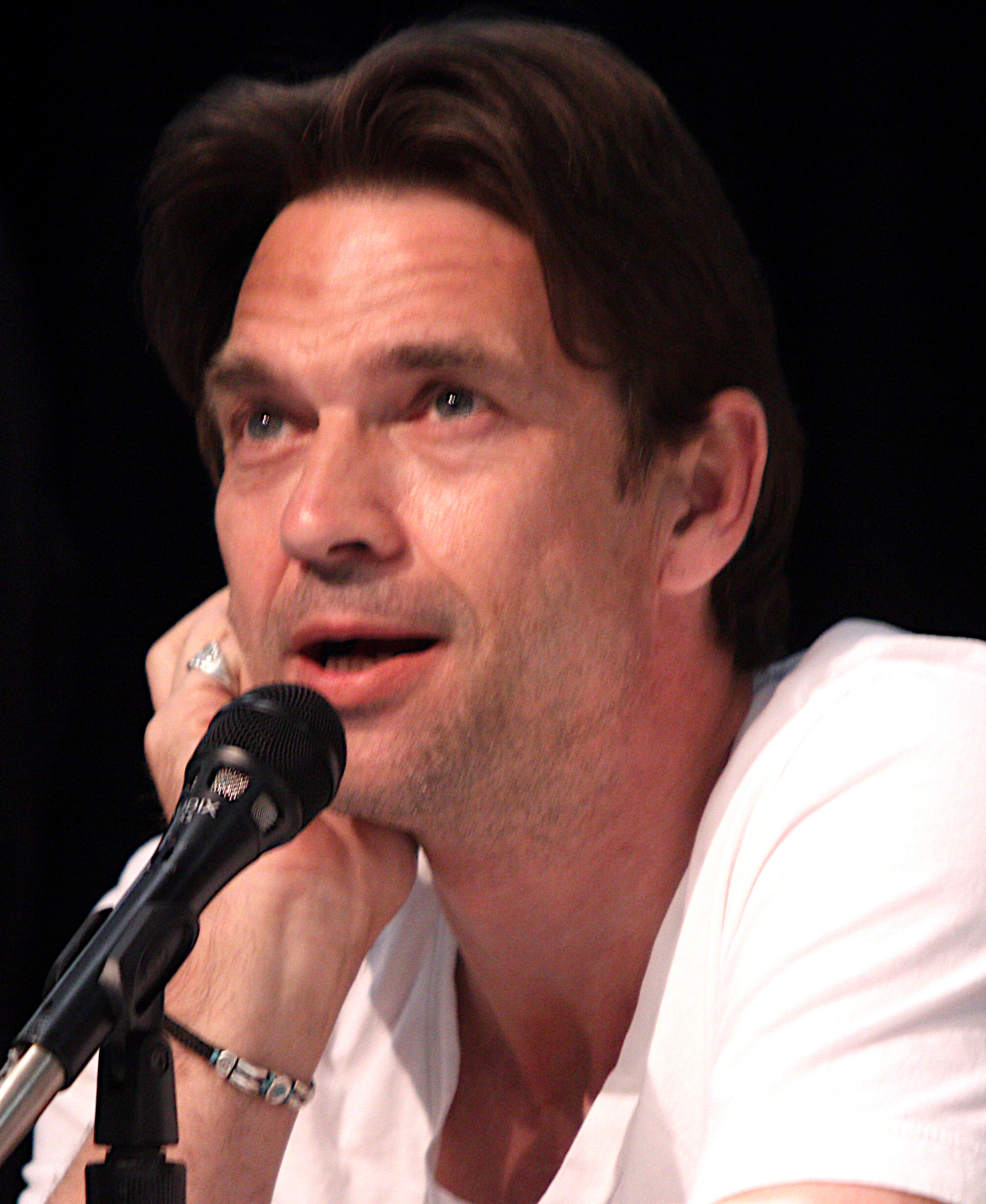
Dougray Scott interpreta Norman Godfrey
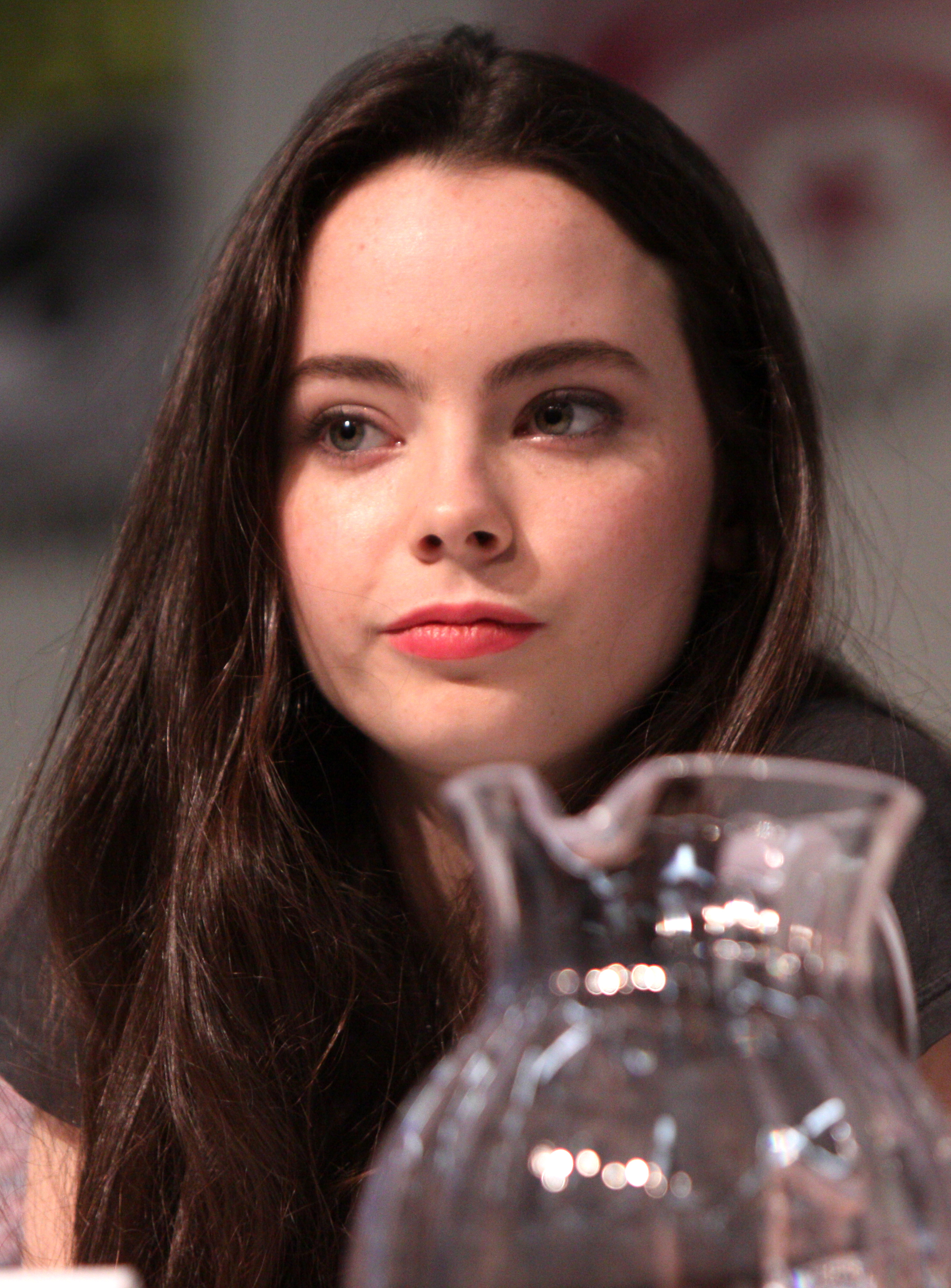
Freya Tingley interpreta Christina Wendall

### Ricorrenti
- Lynda Rumancek (stagioni 1-2), interpretata da Lili Taylor.
È la madre di Peter. Lynda è spesso coinvolta in problemi di natura legale e questo si ripercuote spesso anche sul figlio.
- Sceriffo Tom Sworn (stagioni 1), interpretato da Aaron Douglas, doppiato da Riccardo Lombardo. 
Lo sceriffo di Hemlock Grove. Tom è un uomo molto sospettoso, vedovo e con due figlie, le gemelle Alexa e Alyssa, alle quali è molto legato.
- Tom Mayer, interpretato da Ron Mustafaa.
- Dr. Clementine Chasseur (stagione 1), interpretato da Kandyse McClure.
Un agente in incognito presso una setta cristiana segreta chiamata "Ordine del Drago", che giunge a Hemlock Groove per indagare sui misteriosi omicidi avvenuti nella comunità, che lei sospetta essere di matrice soprannaturale.
- Marie Godfrey (stagioni 1-2), interpretata da Laurie Fortier.
La moglie di Norman e la madre di Letha. In principio molto innamorata del marito, si ritrova poco a poco a disprezzarlo profondamente insieme alla sua famiglia.
- Ashley Valentine, interpretata da Emily Piggford.
- Nicolae Rumancek, interpretato da Don Francks.
Nonno di Peter e precedente occupante del cottage in cui si è trasferito insieme alla madre. Era una sorta di astronomo e come Peter soffriva la licantropia.
- Francis Pullman (stagione 1), interpretato da Ted Dykstra. 
Lo "stupido del villaggio" che dice di aver visto cose inimmaginabili.
- Michael Chasseur, interpretato da Demore Barnes, doppiato da Gianluca Iacono. 
Fratello di Clementine Chasseur.
- Andreas Vasilescu (stagioni 2-3), interpretato da Luke Camilleri.
- Dr. Arnold Spivak (stagioni 2-3), interpretato da JC MacKenzie.
- Miranda Cates (stagioni 2-3), interpretata da Madeline Brewer.
- Dr. Galina Zheleznova-Burdukovskaya (stagione 2), interpretata da Shauna MacDonald. 
Scienziata russa che lavora per il Dr. Pryce.
- Isaac Ochoa (stagione 3), interpretato da Alex Hernandez. 
Detective privato.
- Aitor Quantic (stagione 3), interpretato da Richard Gunn.
- Dr. Klaus Blinsky (stagione 3), interpretato da Michael Therriault.
- Milan Faber (stagione 3), interpretato da Meegwun Fairbrother.

## Produzione
Nel dicembre 2011 il sito Deadline riferisce che Netflix e Gaumont International Television stanno ultimando un accordo per un ordine di 13 episodi per la serie Hemlock Grove. La serie è stata ufficialmente annunciata nel marzo 2012. Eli Roth assume il ruolo di produttore esecutivo, oltre a essere regista dell'episodio pilota. A metà marzo 2012 Deran Sarafian si è unito al team produttivo come produttore esecutivo e regista di 6 dei 13 episodi.
Le riprese sono iniziate in Canada, nella zona dell'Ontario, il 13 luglio 2012. Le riprese si sono svolte anche a Port Perry, una piccola cittadina a nord di Toronto, che è stata trasformata per assomigliare alla città americana di Hemlock Grove. Le musiche sono composte da Nathan Barr.
In seguito al successo della serie, soprattutto nella fascia giovanile, la serie è stata confermata per una seconda stagione composta da 10 episodi. Il 2 settembre 2014 è stata confermata una terza stagione finale, anch'essa da 10 episodi.